# بنغو سميث
بنغو سميث (بالإنجليزية: Bingo Smith)‏ مواليد 26 فبراير 1946 في ممفيس، هو لاعب كرة سلة أمريكي بدأ مسيرته الاحترافية في سنة 1969. تم اختياره من قبل فريق هيوستن روكتس خلال الدرافت. بلغ طوله 6 قدم 5 بوصة (2.0 م). اعتزل اللعب في 1980. أحرز خلال مسيرته في الإن بي إيه 10882 نقطة بمعدل 12.6 نقطة في المباراة الواحدة.

## المسيرة الاحترافية
لعب مع هيوستن روكتس في موسم 1969–1970، ثم لعب مع كليفلاند كافالييرز من سنة 1970 إلى 1980، ثم لعب مع لوس أنجلوس كليبرز في موسم 1979–1980.

## روابط خارجية
- بنغو سميث على موقع إن بي أي (الإنجليزية)
- بنغو سميث على موقع سبورتس رفرنس (الإنجليزية)
- بنغو سميث على موقع كلية كرة السلة في سبورتس رفرنس.كوم (الإنجليزية)
- بنغو سميث على موقع ريلجم (الإنجليزية)
- بنغو سميث على موقع بروبوليرز (الإنجليزية)